# Анна-Мурадов, Ташли
Ташли́ А́нна-Мура́дов (?, Туркмения — 1938, Ашхабад) — государственный деятель, прокурор Туркменской ССР. Входил в состав особой тройки НКВД СССР, внесудебного и, следовательно, не правосудного органа уголовного преследования.

## Биография
Ташли Анна-Мурадов родился в Туркмении. Его деятельность была связана с работой в правоохранительных органах.
- 1936 год — работа в Верховном Суде Туркменской ССР[2].
- 1936—1937 годы — член бюро ЦК КП(б) Туркмении, прокурор Туркменской ССР. Этот период отмечен вхождением в состав особой тройки, созданной по приказу НКВД СССР от 30.07.1937 № 00447[3] и активным участием в сталинских репрессиях[4].

Арестован 24 сентября 1937 года. Приговорён по Сталинским расстрельным спискам к ВМН ВКВС СССР 28 марта 1938 года. Расстрелян в день вынесения приговора в Ашхабаде.